# Keryn Jordan
Keryn Jordan (Pretoria, 1 november 1975 – aldaar, 21 oktober 2013) was een Zuid-Afrikaans voetballer. Hij begon zijn carrière bij Pretoria City FC, om nadien bij Manning Rangers FC in 1998 topscorer te worden van de Premier Soccer League.
In 2004 verhuisde hij naar Nieuw-Zeeland om in eerste instantie te gaan spelen voor de New Zealand Knights. Vanwege een overstap naar de A-League door deze club werd zijn contract voortijdig ontbonden. Jordan werd opgevangen door Waitakere United maar zou zijn meest succesvolle periode bij Auckland City FC kennen. Hij scoorde hier 61 doelpunten in 79 wedstrijden en was getuige van drie landstitels en 2 titels in de OFC Champions League.
Veertien jaar voor zijn overlijden werd een melanoom ontdekt op zijn teen, welke zich uiteindelijk zou uitbreiden tot aan zijn brein en hem fataal zou worden op 21 oktober 2013.

## Erelijst
Manning Rangers
- Topscorer Premier Soccer League

1997/98 (11 goals)